# ヒャダインの"ガルポプ!"
『ヒャダインの"ガルポプ!"』は、NHK-FMで2013年10月4日から2019年3月30日まで放送されていた音楽トーク番組である。前山田健一の冠番組。

## 概要
ヒャダインこと前山田健一は、シンガーソングライターとして、特に次世代を担うガールズポップス歌手やユニットをプロデュースする活動をしている。この番組ではヒャダインがこれまでに手掛けたガールズポップス歌手らについて話すほか、ガールズポップス全体についても様々な角度を通して解説し、その楽曲にも触れる。
2017年までは年2回、特別番組（「冬休みスペシャル」、「夏休みスペシャル」）を放送。小出祐介（Base Ball Bear）・南波一海がスペシャルゲストとして毎回出演し、おすすめのアイドル楽曲を紹介していたが、2018年は夏休みスペシャルの放送がなく、冬休みスペシャルも小出の出演はなくなった。
2018年4月より放送時間を変更、放送時間が45分から60分に拡大するのに伴い、南波一海がレアなCD-R音源を紹介するコーナー「わんぱくCD-R」がスタートした。
2019年3月30日をもって番組終了。5年半の放送に幕を降ろした。

## 放送時間
- 隔週金曜日 22時00分 - 22時45分（JST）（2018年3月まで）
- 隔週土曜日 21時00分 - 22時00分（JST）（2018年4月から2019年3月まで）

## 番組内容
| #   | 放送日                      | テーマ                                                 | ゲスト | 備考 |
| --- | --------------------------- | ------------------------------------------------------ | --- | --- |
| 1   | 2013年10月4日               | ヒャダインがこれまでに手掛けたガールズポップス         | | |
| 2   | 2013年10月18日              | サウンド面から解き明かす、モーニング娘。               | つんく♂ | |
| 3   | 2013年11月1日               | つんく、"ハロー!プロジェクト"を語る                    | つんく♂ | |
| 4   | 2013年11月15日              | アイドルヲタとガールズポップス                         | クロちゃん（安田大サーカス）                                                                                                | |
| 5   | 2013年11月29日              | 振付師から見たガールズポップス                         | 竹中夏海 | |
| 6   | 2013年12月13日              | 最新・秋葉原萌えカルチャーとガールズポップス           | もふくちゃん | |
| SP  | 2014年1月4日                | 冬休みスペシャル 「2014年期待のガールズポップス」      | 小出祐介（Base Ball Bear）、南波一海 宮崎由加・宮本佳林（Juice=Juice）、Megu（Negicco）                                     | 放送時間：19時20分 - 22時00分 |
| 7   | 2014年1月10日               | アイドルの裏側から見たガールズポップス                 | 大堀恵 | |
| 8   | 2014年1月24日               | アニソン目線で切り取るガールズポップス                 | 畑亜貴 | |
| 9   | 2014年2月7日                | CDショップ社長が見るガールズポップス                   | 嶺脇育夫 | |
| 10  | 2014年2月21日               | シンガーMay'nが語るガールズポップス                    | May'n | |
| 11  | 2014年3月7日                | 私立恵比寿中学 廣田あいかが語るガールズポップス        | 廣田あいか（私立恵比寿中学）                                                                                                | |
| 12  | 2014年3月21日               | シンガー・南波志帆が語るガールズポップス               | 南波志帆 | |
| 13  | 2014年4月4日                | 中川翔子が語るガールズポップス（前編）                 | 中川翔子 | |
| 14  | 2014年4月18日               | 中川翔子が語るガールズポップス（後編）                 | 中川翔子 | |
| 15  | 2014年5月2日                | 増田セバスチャンが語るガールズポップス                 | 増田セバスチャン | |
| 16  | 2014年5月16日               | 赤い公園・津野米咲が語るガールズポップス               | 津野米咲（赤い公園） | |
| 17  | 2014年5月30日               | BiS プー・ルイが語るガールズポップス                   | プー・ルイ（BiS） | |
| 18  | 2014年6月13日               | プロデューサー・伊秩弘将が語るガールズポップス         | 伊秩弘将 | |
| 19  | 2014年6月27日               | Berryz工房 嗣永桃子が語るガールズポップス              | 嗣永桃子（Berryz工房） | |
| 20  | 2014年7月11日               | 声優ユニット・ゆいかおりが語るガールズポップス         | ゆいかおり | |
| 21  | 2014年7月25日               | イラストレーター・岸田メルが語るガールズポップス       | 岸田メル | |
| 22  | 2014年8月8日                | SUPER☆GiRLS 前島亜美が語るガールズポップス             | 前島亜美（SUPER☆GiRLS） | |
| SP  | 2014年8月22日               | 夏休みスペシャル 「この夏おすすめのガールズポップス」  | 小出祐介（Base Ball Bear）、南波一海 夏焼雅・菅谷梨沙子（Berryz工房）、小池美由                                             | 放送時間：21時10分 - 23時00分 「ヒャダインpresents "ガルポプ!"夏の大感謝祭」の模様も放送 |
| 23  | 2014年9月5日                | 加藤ミリヤが語るガールズポップス                       | 加藤ミリヤ | |
| 24  | 2014年9月19日               | 水島精二が語るガールズポップス                         | 水島精二 | |
| 25  | 2014年10月3日               | tofubeatsが語るガールズポップス                        | tofubeats | |
| 26  | 2014年10月17日              | 安倍なつみが語るガールズポップス                       | 安倍なつみ | |
| 27  | 2014年10月31日              | E-girls Ayaが語るガールズポップス                      | Aya（E-girls） | |
| 28  | 2014年11月14日              | 道重さゆみが語るガールズポップス                       | 道重さゆみ（モーニング娘。'14）                                                                                             | |
| 29  | 2014年11月28日              | 久保ミツロウが語るガールズポップス                     | 久保ミツロウ | |
| 30  | 2014年12月12日              | クロちゃんが語るガールズポップス                       | クロちゃん（安田大サーカス）                                                                                                | |
| SP  | 2015年1月2日                | 冬休みスペシャル 「2015年期待のガールズポップス」      | 小出祐介（Base Ball Bear）、南波一海 たこやきレインボー、矢島舞美・中島早貴（℃-ute）                                        | 放送時間：19時20分 - 22時00分 |
| 31  | 2015年1月9日                | 乃木坂46 生駒里奈が語るガールズポップス                | 生駒里奈（乃木坂46） | |
| 32  | 2015年1月23日               | 末光篤が語るガールズポップス                           | 末光篤 | |
| 33  | 2015年2月6日                | MAX NANAが語るガールズポップス                         | NANA（MAX） | |
| 34  | 2015年2月20日               | でんぱ組.inc 古川未鈴が語るガールズポップス            | 古川未鈴（でんぱ組.inc） | |
| 35  | 2015年3月6日                | 作曲家 井上ヨシマサが語るガールズポップス              | 井上ヨシマサ | |
| 36  | 2015年3月20日               | クリス松村が語るガールズポップス                       | クリス松村 | |
| 37  | 2015年4月3日                | 藤井隆と椿鬼奴が語るガールズポップス（前編）           | 藤井隆、椿鬼奴 | |
| 38  | 2015年4月17日               | 藤井隆と椿鬼奴が語るガールズポップス（後編）           | 藤井隆、椿鬼奴 | |
| 39  | 2015年5月1日                | 史上最強のオタクユニットが語るガールズポップス（前編） | 中川翔子、夢眠ねむ・成瀬瑛美（でんぱ組.inc）                                                                                | |
| 40  | 2015年5月15日               | 史上最強のオタクユニットが語るガールズポップス（後編） | 中川翔子、夢眠ねむ・成瀬瑛美（でんぱ組.inc）                                                                                | |
| 41  | 2015年5月29日               | 作曲家 澤野弘之が語るガールズポップス                  | 澤野弘之 | |
| 42  | 2015年6月12日               | 私立恵比寿中学 安本彩花が語るガールズポップス          | 安本彩花（私立恵比寿中学）                                                                                                  | |
| 43  | 2015年6月26日               | ミッツ・マングローブが語るガールズポップス             | ミッツ・マングローブ | |
| 44  | 2015年7月10日               | 小説家・朝井リョウが語るガールズポップス               | 朝井リョウ | |
| 45  | 2015年7月24日               | ヒャダインが語る MAX                                   | MAX | |
| 46  | 2015年8月7日                | 能町みね子が語るガールズポップス                       | 能町みね子 | |
| SP  | 2015年8月22日               | 夏休みスペシャル 「この夏聴きたいガールズポップス!」   | 小出祐介（Base Ball Bear）、南波一海 和田彩花・福田花音（アンジュルム）、大矢梨華子・渡邊璃生（ベイビーレイズJAPAN）        | 放送時間：19時20分 - 22時00分 「ヒャダインpresents "ガルポプ!" 夏の大感謝祭2015」の模様も放送 |
| 47  | 2015年9月4日                | シンガーソングライター・miwaが語るガールズポップス     | miwa | |
| 48  | 2015年9月18日               | 作詞家・藤林聖子が語るガールズポップス                 | 藤林聖子 | |
| 49  | 2015年10月2日               | 松井玲奈が語るガールズポップス（前編）                 | 松井玲奈 | |
| 50  | 2015年10月16日              | 松井玲奈が語るガールズポップス（後編）                 | 松井玲奈 | |
| 51  | 2015年10月30日              | バカリズムが語るガールズポップス                       | バカリズム | |
| 52  | 2015年11月13日              | クロちゃんが語るガールズボップス                       | クロちゃん（安田大サーカス）                                                                                                | |
| 53  | 2015年11月27日              | 蔦谷好位置が語るガールズポップス                       | 蔦谷好位置 | |
| 54  | 2015年12月11日              | 三森すずこが語るガールズポップス                       | 三森すずこ | |
| SP  | 2016年1月2日                | 冬休みスペシャル 「2016年期待のアイドルたち」          | 小出祐介（Base Ball Bear）、南波一海 譜久村聖・佐藤優樹（モーニング娘。'16）、yukarin・Chanyumi（hy4_4yh）                  | 放送時間：20時20分 - 22時20分 |
| 55  | 2016年1月22日               | 高橋みなみが語るAKB48                                  | 高橋みなみ（AKB48） | |
| 56  | 2016年2月5日                | 高橋みなみが語るガールズポップス                       | 高橋みなみ（AKB48） | |
| 57  | 2016年2月19日               | 野宮真貴が語るガールズポップス                         | 野宮真貴 | |
| 58  | 2016年3月4日                | DJ KOOが語るガールズポップス                           | DJ KOO | |
| 59  | 2016年3月18日               | 作詞家・只野菜摘が語るガールズポップス                 | 只野菜摘 | |
| 60  | 2016年4月1日                | 水樹奈々が語るガールズポップス                         | 水樹奈々 | |
| 61  | 2016年4月15日               | 水曜日のカンパネラ・コムアイが語るガールズポップス     | コムアイ（水曜日のカンパネラ）                                                                                              | |
| 62  | 2016年5月13日               | 乃木坂46・生田絵梨花が語るガールズポップス             | 生田絵梨花（乃木坂46） | |
| 63  | 2016年5月27日               | kzが語るガールズポップス                               | kz | |
| 64  | 2016年6月10日               | 作詞家・岩里祐穂が語るガールズポップス                 | 岩里祐穂 | |
| 65  | 2016年6月24日               | レイザーラモンRGが語るガールズポップス                 | レイザーラモンRG | |
| 66  | 2016年7月8日                | 上坂すみれが語るガールズポップス                       | 上坂すみれ | |
| 67  | 2016年7月22日               | STYが語るガールズポップス                              | STY | |
| 68  | 2016年8月5日                | 児玉雨子が語るガールズポップス                         | 児玉雨子 | |
| SP  | 2016年8月21日               | 夏休みスペシャル 「この夏聴きたいガールズポップス」    | 小出祐介（Base Ball Bear）、南波一海 井上玲音・小川麗奈・浜浦彩乃（こぶしファクトリー）、ベッド・イン                       | 放送時間：19時20分 - 21時30分 |
| 69  | 2016年9月2日                | 大森靖子ができるまで                                   | 大森靖子 | |
| 70  | 2016年9月16日               | 大森靖子が語るガールズポップス                         | 大森靖子 | |
| 71  | 2016年9月30日               | connieが語るガールズポップス                           | connie | |
| 72  | 2016年10月14日              | 岡崎体育が語るガールズポップス                         | 岡崎体育 | |
| 73  | 2016年10月28日              | ayakaが語るガールズポップス                            | ayaka （lyrical school） | |
| 74  | 2016年11月11日              | クロちゃんが語る2016年ガールズポップス                 | クロちゃん（安田大サーカス）                                                                                                | |
| 75  | 2016年11月25日              | モーニング娘。'16 譜久村聖が語るガールズポップス       | 譜久村聖（モーニング娘。'16）                                                                                               | |
| 76  | 2016年12月9日               | 花澤香菜が語るガールズポップス                         | 花澤香菜 | |
| SP  | 2016年12月28日 2017年1月6日 | 冬休みスペシャル                                       | 小出祐介（Base Ball Bear）、南波一海 東理紗（生ハムと焼うどん）                                                             | 当初2016年12月28日21時10分 - 23時00分の放送予定であったが、緊急地震速報発令に伴う茨城県北部地震（東日本大震災の余震）関連ニュース挿入のため21時41分に途中打ち切り。2017年1月6日7時25分 - 9時15分に改めて放送されたが、クラシックカフェ（再放送）は休止となった。 |
| 77  | 2017年1月20日               | ハグてっぺいが語るガールズポップス                     | ハグてっぺい | |
| 78  | 2017年2月3日                | チャラン・ポ・ランタンが語るガールズポップス           | チャラン・ポ・ランタン | |
| 79  | 2017年2月17日               | 松本明子が語るガールズポップス                         | 松本明子 | |
| 80  | 2017年3月3日                | 土岐麻子が語るガールズポップス                         | 土岐麻子 | |
| 81  | 2017年3月17日               | meg rockが語るガールズポップス                         | meg rock | |
| 82  | 2017年3月31日               | 吉澤嘉代子が語るガールズポップス                       | 吉澤嘉代子 | |
| 83  | 2017年4月14日               | LiSAが語るガールズポップス                             | LiSA | |
| 84  | 2017年4月28日               | 星部ショウが語るガールズポップス                       | 星部ショウ | |
| 85  | 2017年5月12日               | 森口博子が語るガールズポップス                         | 森口博子 | |
| 86  | 2017年5月26日               | 嗣永桃子がすべてを語る                                 | 嗣永桃子 | |
| 87  | 2017年6月9日                | カントリー・ガールズのこれからを語る                   | 嗣永桃子、梁川奈々美（カントリー・ガールズ）                                                                                | |
| 88  | 2017年6月23日               | 大石昌良が語るガールズポップス                         | 大石昌良 | |
| 89  | 2017年7月7日                | カリスマドットコム・MCいつかが語るガールズポップス     | いつか（Charisma.com） | |
| 90  | 2017年7月21日               | 南條愛乃が語るガールズポップス                         | 南條愛乃 | |
| 91  | 2017年8月4日                | 佐々木彩夏が語るガールズポップス                       | 佐々木彩夏（ももいろクローバーZ）                                                                                           | |
| SP  | 2017年8月18日               | 夏休みスペシャル                                       | 小出祐介（Base Ball Bear）、南波一海 アイドルネッサンス                                                                     | 放送時間：21時00分 - 23時00分 |
| 92  | 2017年9月1日                | CHAIが語るガールズポップス                             | CHAI | |
| 93  | 2017年9月15日               | 渡辺満里奈が語るガールズポップス                       | 渡辺満里奈 | |
| 94  | 2017年9月29日               | ヤバイTシャツ屋さんが語るガールズポップス              | ヤバイTシャツ屋さん | |
| 95  | 2017年10月13日              | ももクロ有安杏果が語るガールズポップス                 | 有安杏果（ももいろクローバーZ）                                                                                             | |
| 96  | 2017年10月27日              | あいみょんが語るガールズポップス                       | あいみょん | |
| 97  | 2017年11月10日              | いしわたり淳治が語るガールズポップス                   | いしわたり淳治 | |
| 98  | 2017年11月24日              | BiSHアイナ・ジ・エンドが語るガールズポップス           | アイナ・ジ・エンド（BiSH）                                                                                                  | |
| 99  | 2017年12月8日               | BiSHプロデューサー渡辺淳之介が語るガールズポップス     | 渡辺淳之介 | |
| SP  | 2017年12月30日              | 冬休みスペシャル                                       | 小出祐介（Base Ball Bear）、南波一海 根本凪（虹のコンキスタドール）、鹿目凛（ベボガ！（虹のコンキスタドール黄組））、遠藤舞 | 放送時間：16時00分 - 18時50分 |
| 100 | 2018年1月19日               | 新山詩織が語るガールズポップス                         | 新山詩織 | |
| 101 | 2018年2月2日                | GLIM SPANKYが語るガールズポップス                      | GLIM SPANKY | |
| 102 | 2018年2月16日               | 中島愛が語るガールズポップス                           | 中島愛 | |
| 103 | 2018年3月2日                | 音楽プロデューサー・松隈ケンタが語るガールズポップス   | 松隈ケンタ | |
| 104 | 2018年3月16日               | 吉澤ひとみ・道重さゆみが語るモーニング娘。             | 吉澤ひとみ、道重さゆみ | |
| 105 | 2018年3月30日               | でんぱ組.inc藤咲彩音が語るガールズポップス             | 藤咲彩音（でんぱ組.inc） | |
| 106 | 2018年4月14日               | Juice=Juice植村・段原が語るガールズポップス            | 植村あかり・段原瑠々（Juice=Juice）                                                                                         | 「わんぱくCD-R」スタート |
| 107 | 2018年4月28日               | 凛として時雨・ピエール中野が語るガールズポップス       | ピエール中野（凛として時雨）                                                                                                | |
| 108 | 2018年5月12日               | アンジュルム竹内朱莉・室田瑞希が語るガールズポップス   | 竹内朱莉・室田瑞希（アンジュルム）                                                                                          | |
| 109 | 2018年5月26日               | 鈴木愛理が語るガールズポップス                         | 鈴木愛理 | |
| 110 | 2018年6月9日                | 小西康陽が語るガールズポップス                         | 小西康陽 | |
| 111 | 2018年6月23日               | 水曜日のカンパネラ・ケンモチが語るガールズポップス     | ケンモチヒデフミ（水曜日のカンパネラ）                                                                                      | |
| 112 | 2018年7月7日                | Negiccoが語るガールズポップス                          | Nao☆・Kaede（Negicco） | |
| 113 | 2018年7月21日               | 相田翔子が語るガールズポップス                         | 相田翔子 | |
| 114 | 2018年8月4日                | リトグリ MAYU・アサヒが語るガールズポップス            | MAYU・アサヒ（Little Glee Monster）                                                                                         | |
| 115 | 2018年8月25日               | フィロソフィーのダンスが語るガールズポップス           | 日向ハル・奥津マリリ（フィロソフィーのダンス）                                                                              | |
| 116 | 2018年9月15日               | SKE48須田亜香里が語るガールズポップス                  | 須田亜香里（SKE48） | |
| 117 | 2018年9月29日               | 藤原さくらが語るガールズポップス                       | 藤原さくら | |
| 118 | 2018年10月13日              | fripSide八木沼悟志が語るガールポップス                 | 八木沼悟志（fripSide） | |
| 119 | 2018年10月27日              | 水瀬いのりが語るガールズポップス                       | 水瀬いのり | |
| 120 | 2018年11月10日              | SUPER☆GiRLS浅川梨奈・石橋蛍が語るガルポプ              | 浅川梨奈・石橋蛍（SUPER☆GiRLS）                                                                                             | |
| 121 | 2018年11月24日              | つばきファクトリー小片リサ・岸本ゆめのが語るガルポプ   | 小片リサ・岸本ゆめの（つばきファクトリー）                                                                                  | |
| 122 | 2018年12月8日               | 中川翔子が語るガールズポップス                         | 中川翔子 | |
| SP  | 2018年12月29日              | 冬休みスペシャル 「冬の女子会スペシャル」              | 南波一海 大森靖子、奥津マリリ（フィロソフィーのダンス）、津野米咲（赤い公園）、阿部菜々実・猪子れいあ（ラストアイドル）     | 放送時間：21時00分 - 23時00分 |
| 123 | 2019年1月5日                | でんぱ組.inc古川未鈴が語るガールズポップス             | 古川未鈴（でんぱ組.inc） | |
| 124 | 2019年1月19日               | 阿部真央が語るガールズポップス                         | 阿部真央 | |
| 125 | 2019年2月2日                | 家入レオが語るガールズポップス                         | 家入レオ | |
| 126 | 2019年2月16日               | Reolが語るガールズポップス                             | Reol | |
| 127 | 2019年3月16日               | 夢眠ねむ・もふくちゃんが語るガールズポップス           | 夢眠ねむ、もふくちゃん | |
| 128 | 2019年3月30日               | 小出祐介・南波一海・ヒャダインが語るガルポプ           | 小出祐介（Base Ball Bear）、南波一海                                                                                        | |

## イベント
2014年から2016年まで年1回のペースで番組の公開収録を兼ねて「ヒャダインpresents "ガルポプ!" 夏の大感謝祭」が行われていた。この模様は「夏休みスペシャル」に加えて、テレビでも放送される。
| 開催日        | 会場             | ゲスト | テレビ放送 |
| ------------- | ---------------- | --- | --- |
| 2014年8月10日 | ベルサール秋葉原 | 乃木坂46、チームしゃちほこ、でんぱ組.inc、LinQ もふくちゃん、クロちゃん（安田大サーカス）                                                                                  | 「ガールズポップス最前線!」（NHK総合）2014年8月30日（8月29日深夜）0時10分 - 1時09分                                         |
| 2015年7月19日 | ベルサール秋葉原 | モーニング娘。'15、中川翔子、大森靖子、あゆみくりかまき、新山詩織、東京女子流、MAX 竹中夏海、クロちゃん（安田大サーカス）                                                  | 「ガルポプ!ワンダーランド〜いまキてる!激アツ女子の2015・夏」（NHK総合）2015年8月22日（8月21日深夜）0時55分 - 1時45分        |
| 2016年7月30日 | ベルサール秋葉原 | カノエラナ、生ハムと焼うどん、フェアリーズ、ふわふわ、妄想キャリブレーション、Little Glee Monster、lyrical school、ロッカジャポニカ 竹中夏海、クロちゃん（安田大サーカス） | 「“ガルポプ!”ワンダーランド〜2016・最先端の女子ライブ!〜」（NHK BSプレミアム）2016年8月14日（8月13日深夜）0時35分 - 1時35分 |